# マツダ・RX-8
RX-8（アールエックス-エイト）は、マツダが製造・販売していたロータリーエンジン搭載のスポーツカーである。

## 概要
RX-7に代わるロータリースポーツカーとして設計・生産され、2003年に発売された。プラットフォームの型式名はマツダ・FプラットフォームをFD型RX-7より引き継ぐFE型だが、車検証における型式はSE3Pを名乗る。搭載されるエンジンも、型式こそ従来と変わらない13B型であるが、ポートやハウジングを含めほとんどを新設計された自然吸気型13B-MSP型『RENESIS』（RE＋GENESISの造語）を搭載した。月間1,000台の販売を計画した。

### 観音開き4ドア

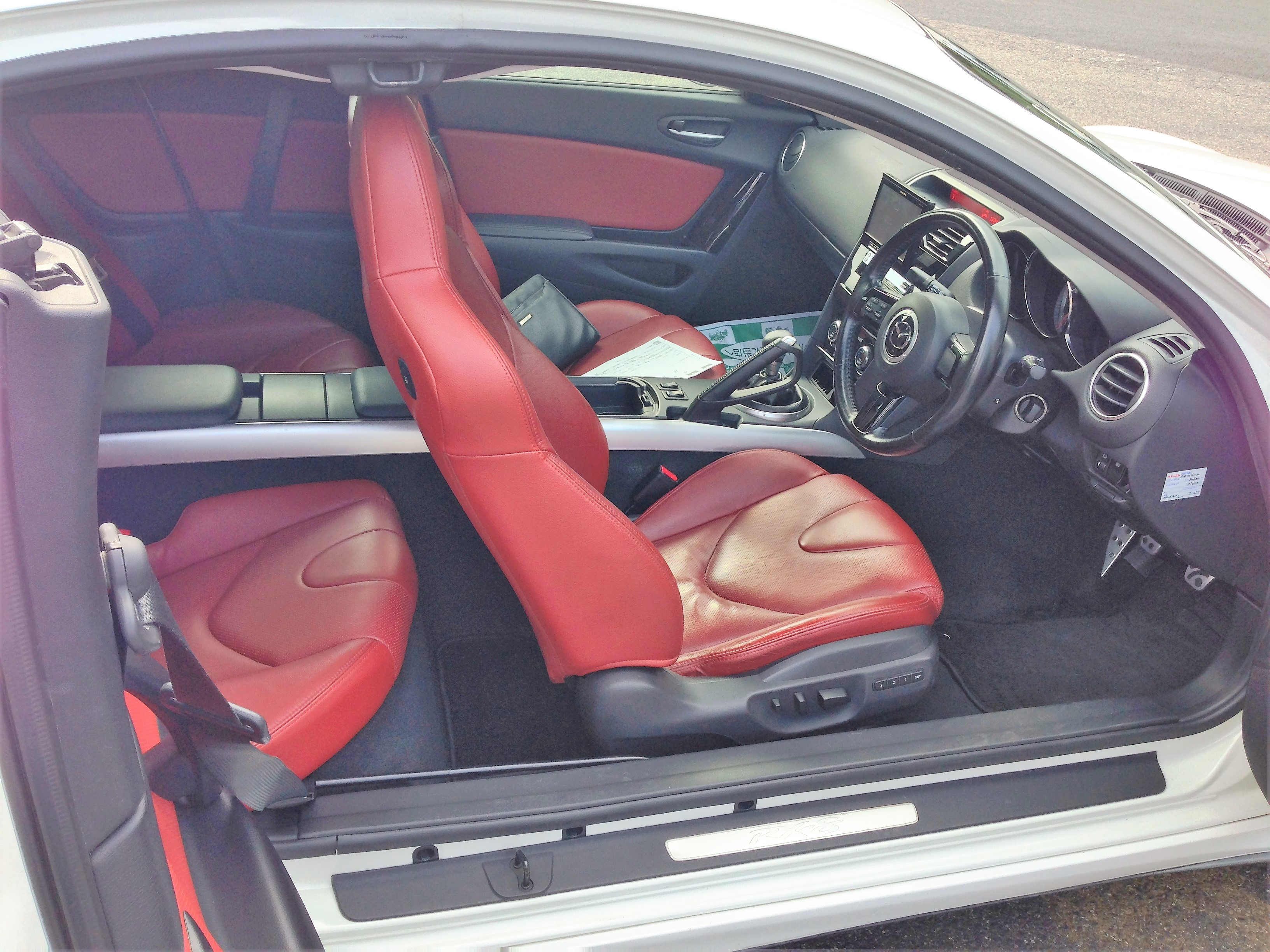
全開状態。インテリアは限定色。

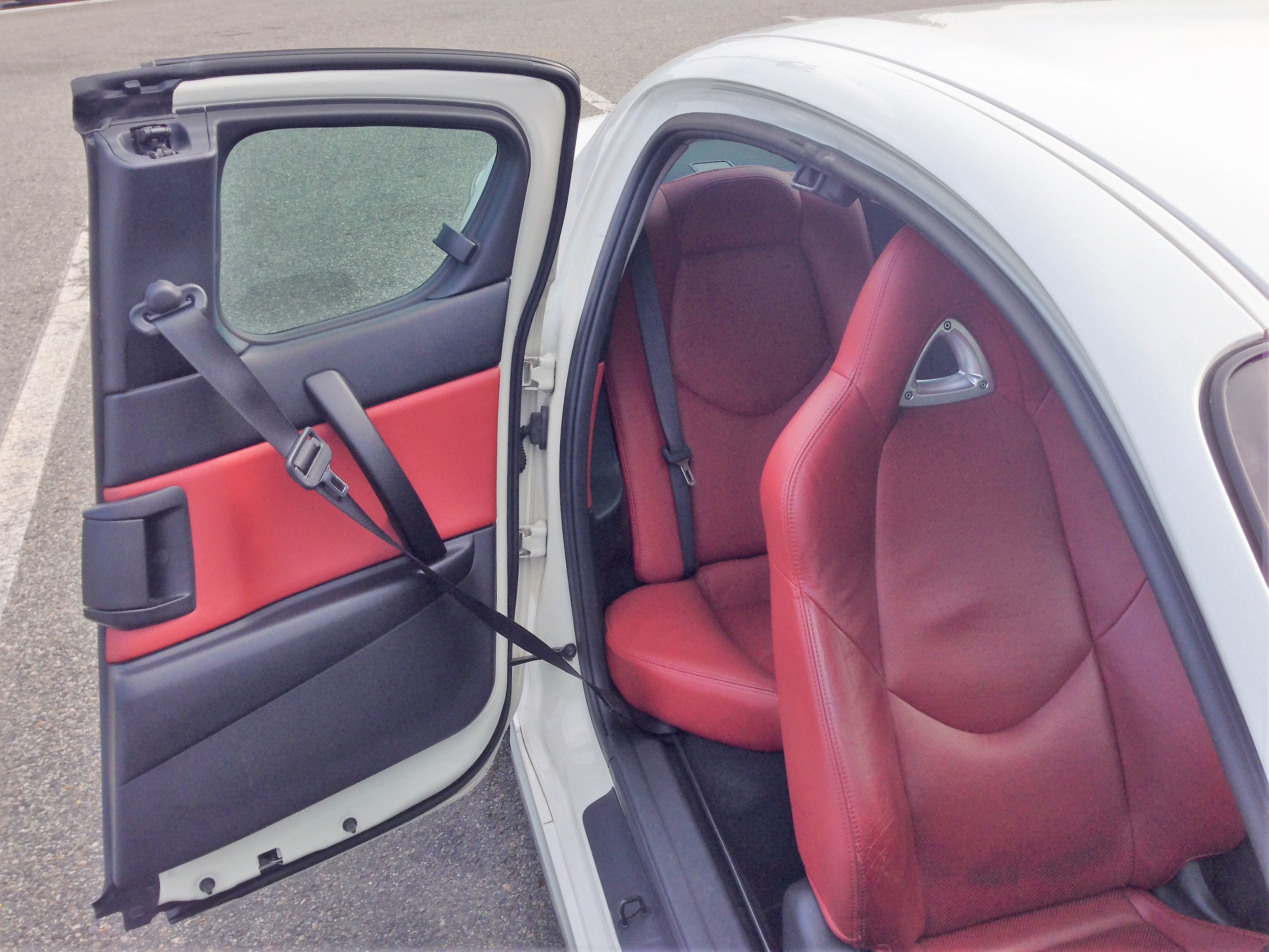
後部ドア。ドアノブと前席用シートベルトに注目。

RX-7の後部座席は「ワンマイルシート」と揶揄されるような補助的なもので、乗員の長距離移動には不向きだったが、RX-8ではアメリカ合衆国などの保険の関係により4ドアがフォード側の絶対条件であったため、大人4人が乗れるパッケージが求められた。しかし、4ドアにすると車体が大きくなり重量も増し、ロータリースポーツの旨みである「軽快さ」が損なわれるため、前後ドアが観音開きとなる「フリースタイルドア」を採用した。後部ドアのアウターパネルは軽量化のためアルミ製とされた。後部ドアには、ピラーと呼ばれるボディーの上下を結ぶ骨組みが組み込まれたビルトインピラーを他社に先駆け採用した。これによって開口部拡大による車体の剛性低下を防いでいる。後部ドアのドアハンドルは室内側にのみ存在し、前部ドアが開くことによって初めて開閉が可能となり、後部ドアが前部ドアをロックする役割も兼ね備えている。後部座席への乗り降りには、フロント側のドアを先に開ける事が必須条件になっている（前席の乗員がいない場合には、前席シートを倒した後で身を乗り出してフロント側ドアを開けることで単独降車は可能であり、助手席側後部座席には、助手席シートを倒すレバーも付いている）。前席のシートベルトは後部ドアに取り付けてあるため、後部座席へ乗り降りするためには、前席搭乗者のシートベルトも着脱する必要がある。

### エンジン

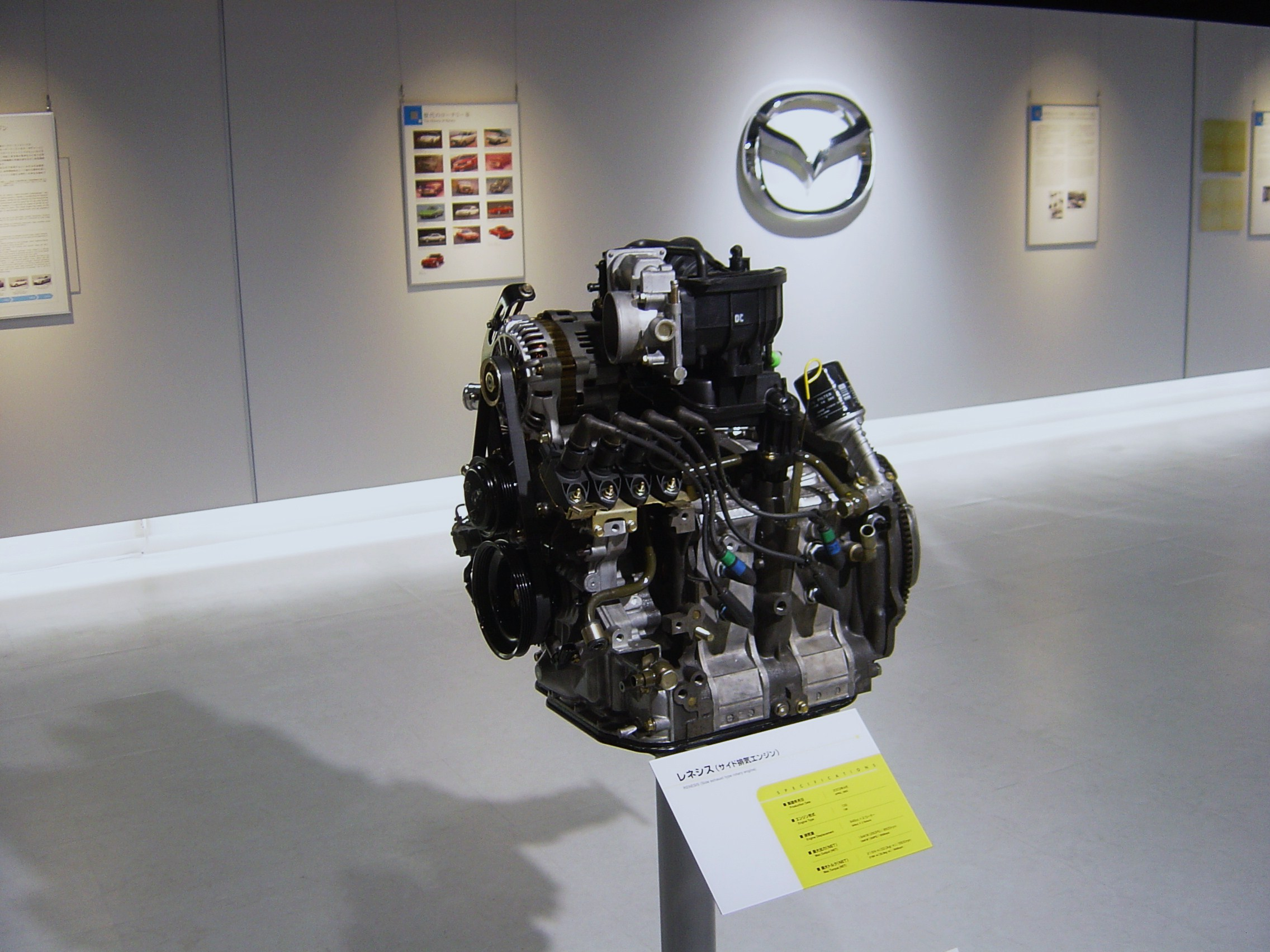
レネシスロータリーエンジン（マツダミュージアム）

搭載されるロータリーエンジンは自然吸気（NA）とされ、排気ポートは市販ロータリーエンジンでは初となるサイド排気ポートを採用した。これによって「RENESIS RE」はオーバーラップ0とすることが可能となり、従来のロータリーエンジンと比較して燃費が向上し、低速トルクの落ち込みも改善された。吸気ポートは、6ポートのエンジンと4ポートのエンジンの2種類が設定され、6ポートのエンジンのレブリミットは9,000rpm（タイプS）という高回転型ユニットとなっている。ターボチャージャーを廃したことで、伸びやかでストレスなくレブリミットまで回転する、よりロータリーエンジンの旨みを引き出したエンジンとなった。ただし、サイド排気ポート方式には排気ガスによって水温が上がりやすくなったり、燃焼室に煤がたまりやすくなるという欠点もあった。このエンジンの基となったものが、コンセプトカー「RX-01」（1995年東京モーターショー展示車）にも搭載されている。イギリスの「エンジン・テクノロジー・インターナショナル」が主催する「インターナショナル・エンジン・オブ・ザ・イヤー2003」を、過去最高の審査員50人中44人の得票を得て受賞した。
エンジンの最高出力は、カタログデータで標準モデル（5速MT/4速AT）が210PS、TYPE-E（6速AT）は215PS、TYPE-S（6速MT）250PS（以上マイナーチェンジ前の数値）である。マイナーチェンジ前の210PSモデルは吸気ポートが4つであり、215PS、250PSのモデルは6PI（吸気ポートが6つ）であるが、マイナーチェンジ後に全て6PIで統一された。また後期型はハイパワー版が250PSから235PSに修正されている。この理由はレギュラーガソリンへの適合のためとされているが、より実測出力値に近い数値に合わせたともいわれている。ロータリーエンジン搭載車としては初めて電子スロットルを採用し、各種走行安定装置（電子制御）も導入されたモデルである。なお、メーカーによる慣らし運転推奨車種となっている（取扱説明書に記載）。

### その他
ブレーキキャリパーはフロント／リアとも片押し1ピストンであるが、フロントのディスクローター径はグレードにより大径となる。MT仕様のプロペラシャフトは、カーボンファイバー強化樹脂とスチールを組み合わせた、軽量ワンピース型を採用（AT仕様はスチール製）。パワーステアリングは、モーター制御の電動を採用した。マツダのスポーツカーに継承されてきたフロントミッドシップはさらに推し進めれ、「アドバンストフロントミッドシップ」レイアウトを採用。車両の重量配分はRX-7の最終型であるFD3S型と同様に「前後50対50」の比率を確保し、エンジンの搭載位置をより低くしたため、FD3S型よりもヨー慣性モーメントが5%低減され、高い旋回性能を誇っている。
安全面では、国土交通省による衝突安全性能総合評価において、運転席、助手席とも最高ランクの六つ星を獲得し、ブレーキ性能試験においても100km/hからの停止距離が38.6m（湿潤時は44.4m）と、この記録は試験を行った歴代全車両の中で、2003年販売時点でトップであり、この記録は2015年現在も破られていない。一方、歩行者頭部保護性能試験では頭部保護機能を持ったボンネットを採用しているものの、低いフロント形状の特性ゆえレベル1に留まる。
軽量化のため、全グレードにわたってスペアタイヤは搭載されず、パンク修理キットで代用している（テンパータイヤは販売店装着オプション）。
2005年12月13日放送の『プロジェクトX』の「技術者魂永遠に～新ロータリーエンジン 革命車に挑む～」では、開発者から家族4人で乗ることができる「ファミリーカー」として開発したことが語られている。
また、警視庁では交通取締用として本車をベースとしたパトロールカーが全4台導入され、2016年（平成28年）3月まで運用されていた。警察博物館に高速道路交通警察隊で運用されていた1台が展示されている。

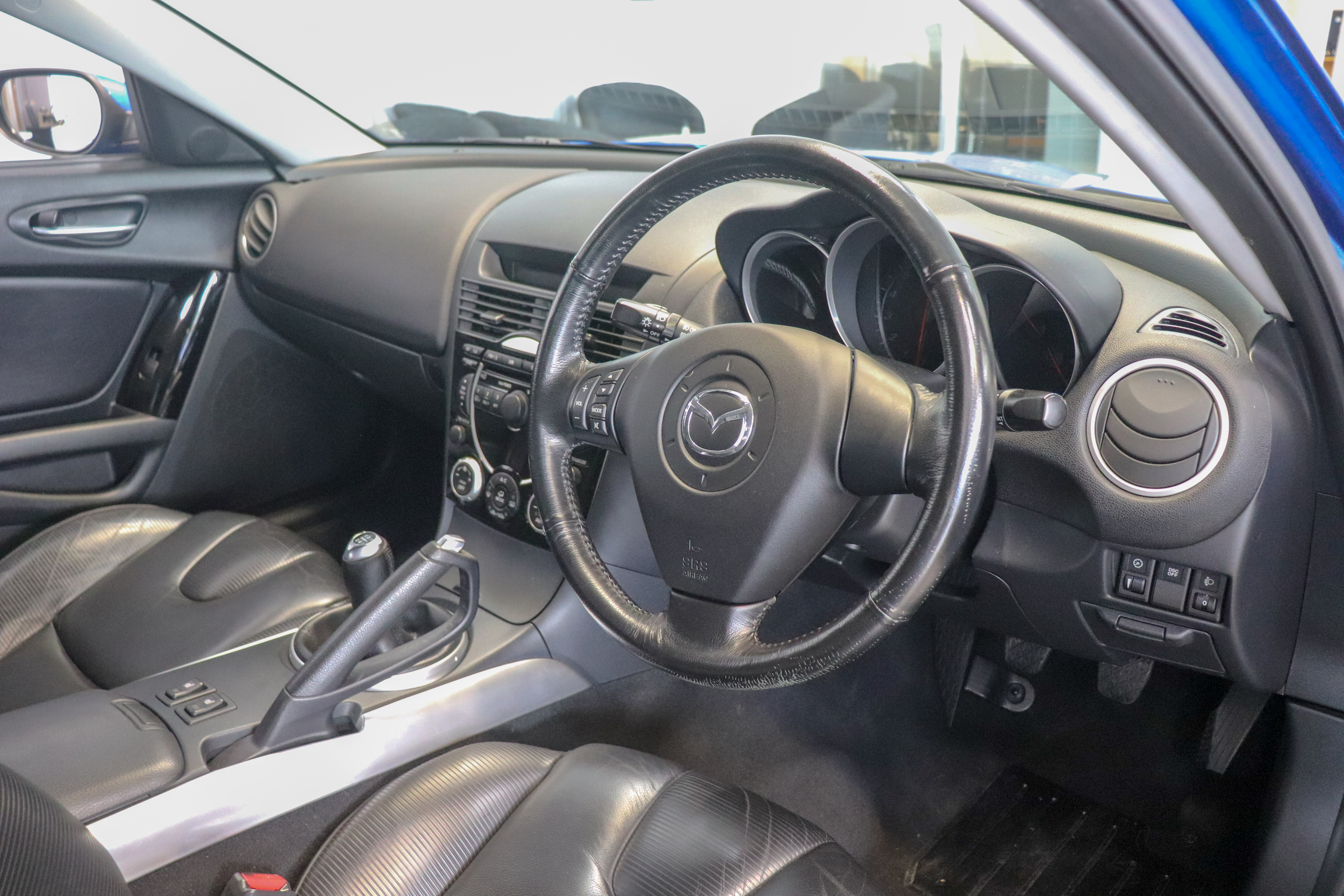
車内
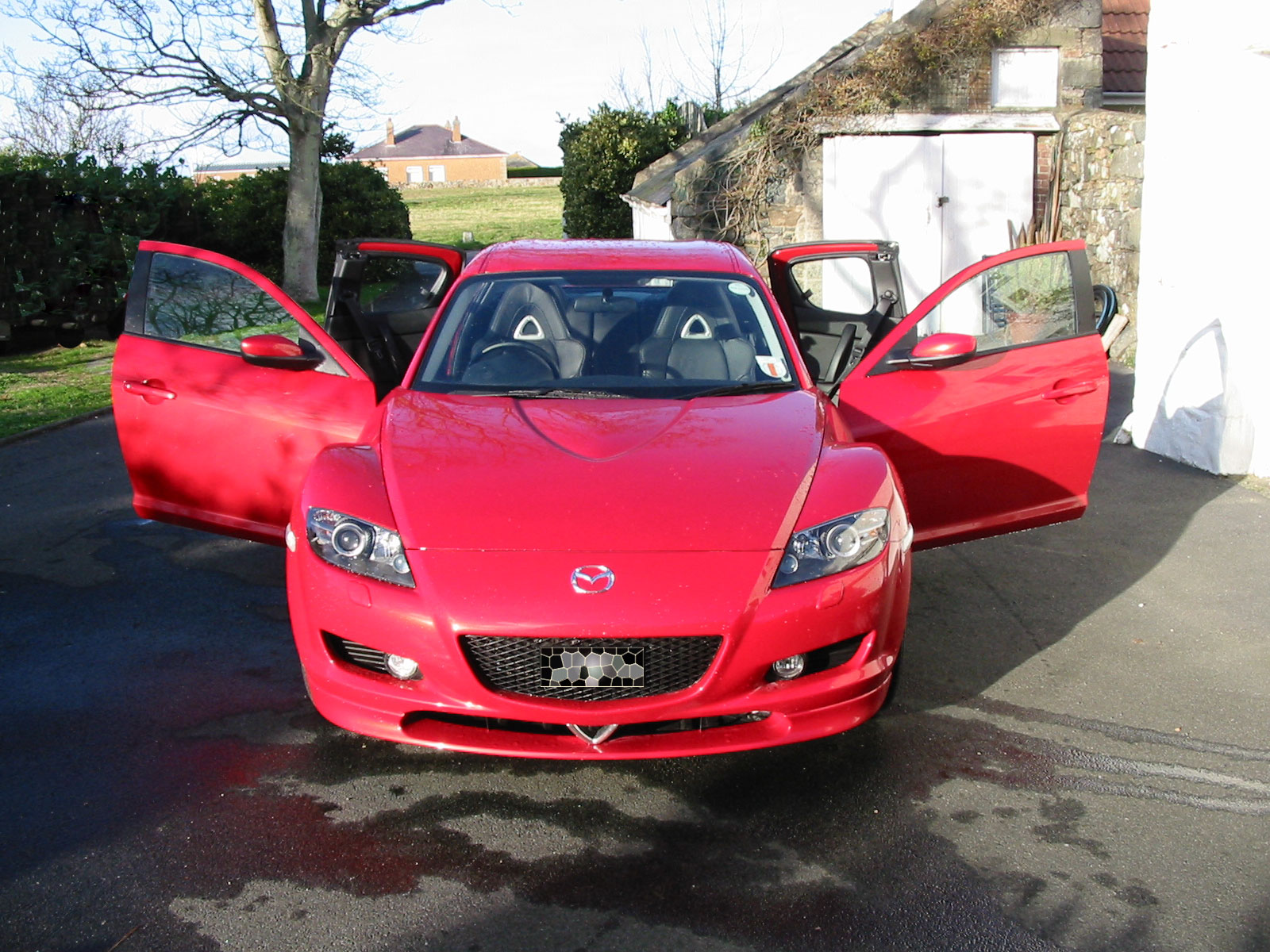
ドアを全て開けた状態
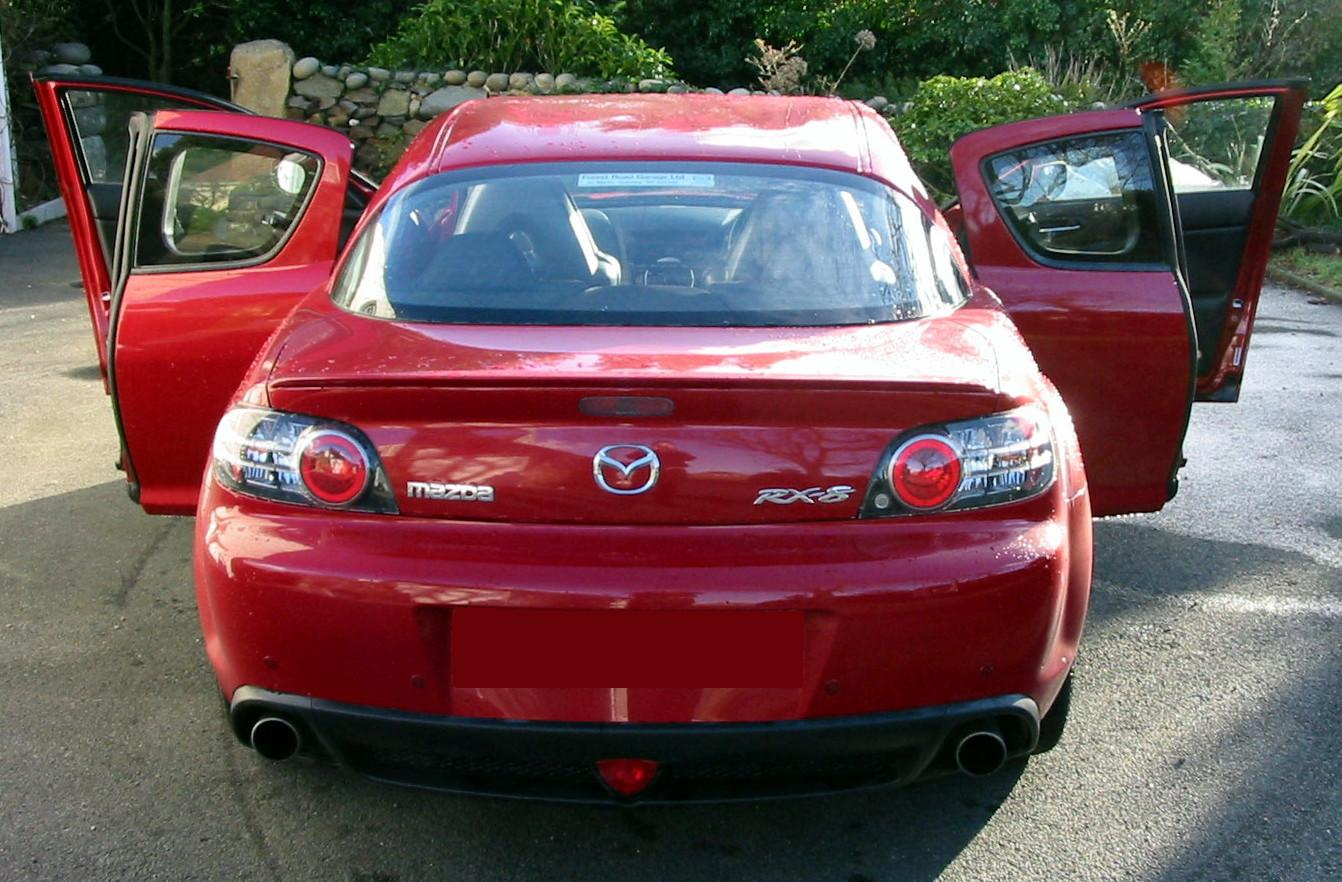
後ろから見た状態
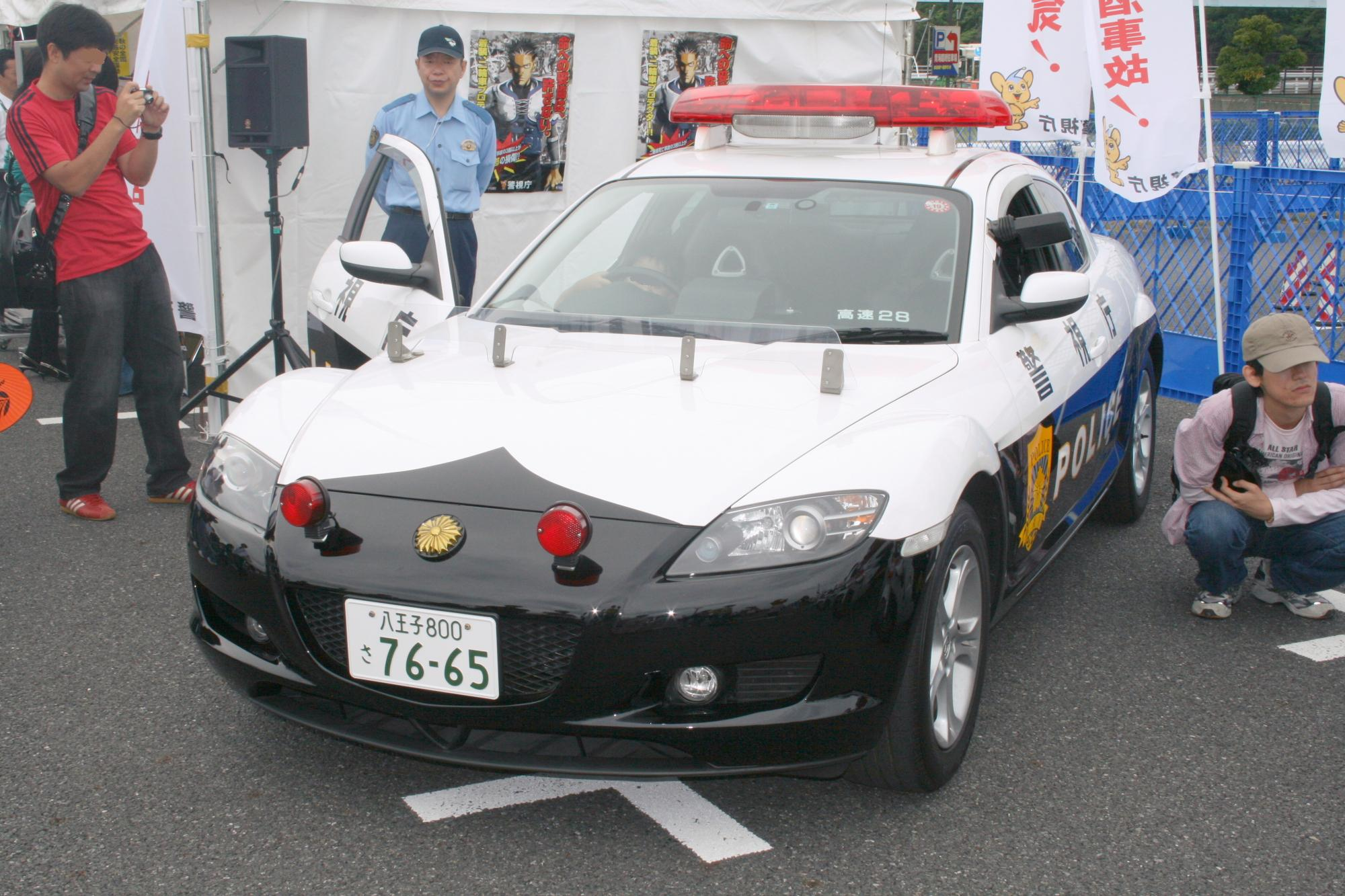
警視庁のパトカー仕様

### 改良点
発売後、以下のようなトラブルが指摘され、対策が講じられている。
- エンジン内部にカーボン（煤）が蓄積し、エンジンブローに至るケースが報告されている[6]。サイド排気化によるものであり、過去にマツダでサイド排気を検討したときも、このトラブルが原因で一度開発を断念した経緯がある。13B-MSPでは、ローターの側面に新しいシールを追加して対策したが、それでも少なからずトラブルが発生している[6]。このため前期モデルだけでMTモデル・ATモデルで合計7種類のECUが順次改良されて搭載されている[8]。プラグ周りやインターミディエイトハウジングの放熱性に難があり、ローターハウジングは、マイナーチェンジ前だけでも予告なしで改良された3種類のものが存在する。またブローバイ関連にも難があり、途中より改良品が導入されている。
- 始動性に難があり、セルモーターが前期は1.4 kWの物から2.0 kWの対策品が出るほどで、後期は始めから2.0 kWのものに変更された[6]。
- 冷却水のリザーバータンクのセンサーに問題があり、対策品に変更された[6]。
- 運転席足元が触媒の熱によって過熱する現象があり、遮熱材が追加された。
- オイルパンの形状に問題があり、対策品に変更された[6]。
- リヤコンビネーションランプの内部に浸水する問題があり、パッキンが対策品に交換された[6]。

## マイナーチェンジ

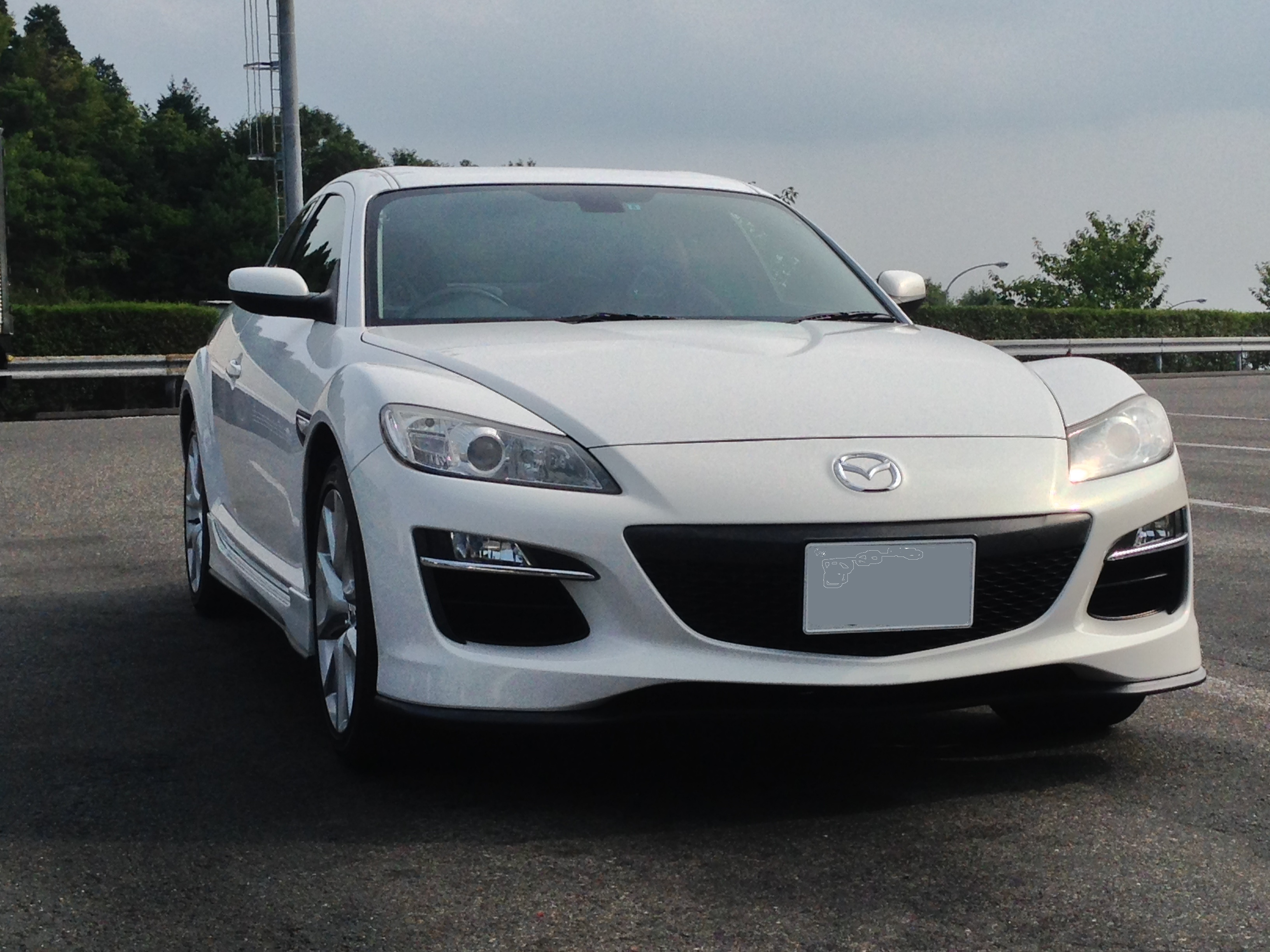
後期モデル タイプS

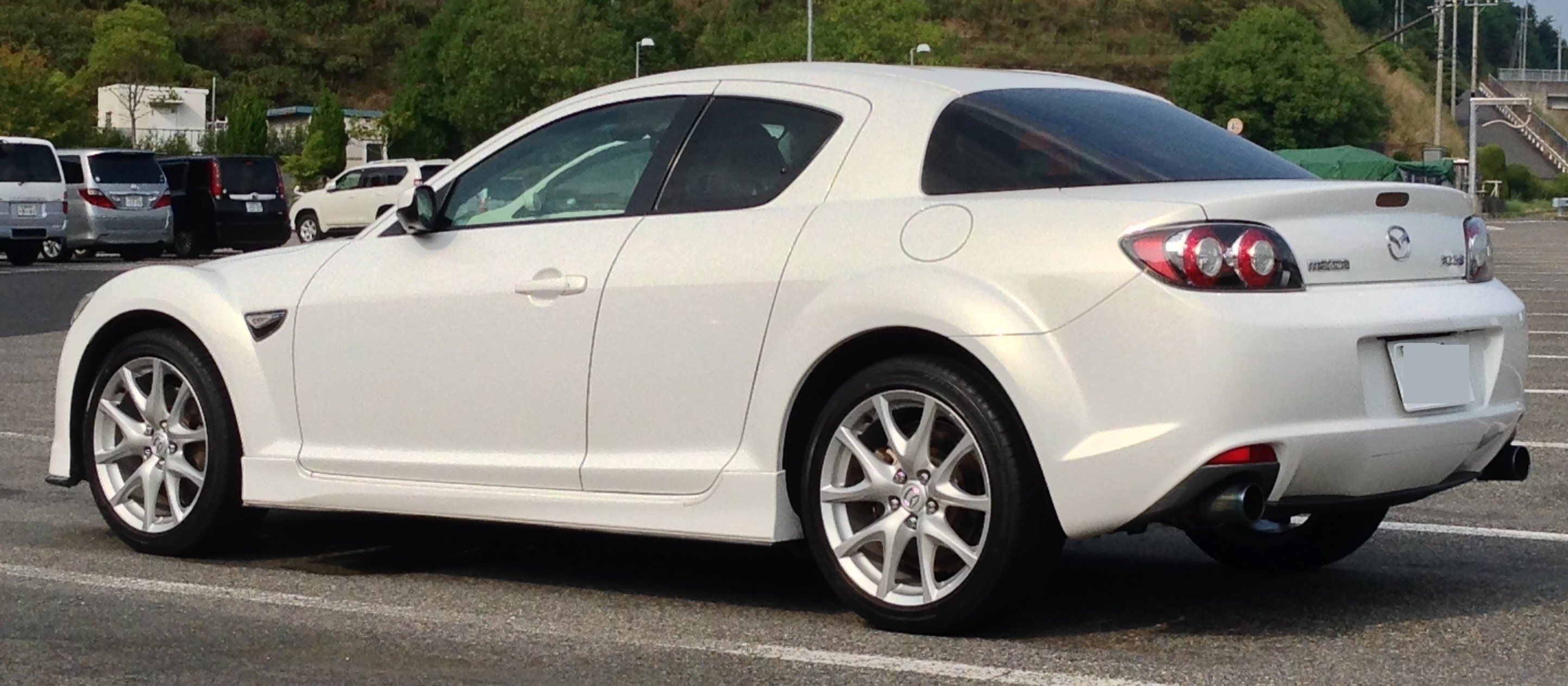
後期モデルのサイド-リヤビュー

2008年3月10日、マイナーチェンジされた。価格帯は215PS・5速MTの260万円から、新たに追加された「タイプRS」の315万円までとなった。このタイプRSには、ウレタン充填フロントクロスメンバー、専用19インチタイヤ、ビルシュタイン社製ダンパー、レカロ社製シート、専用エンジンアンダーカバー、リヤスポイラーなどが標準装備された。

### 外装
前後バンパーの形状変更、左右のフロントフェンダーの形状変更、ライトの形状変更。リアコンビネーションランプをLED式に変更。バンパーの変更により全長は35mm長くなった。Cd値の改善。ヘッドライトの変更（サイドマーカーと一体化）。

### 内装

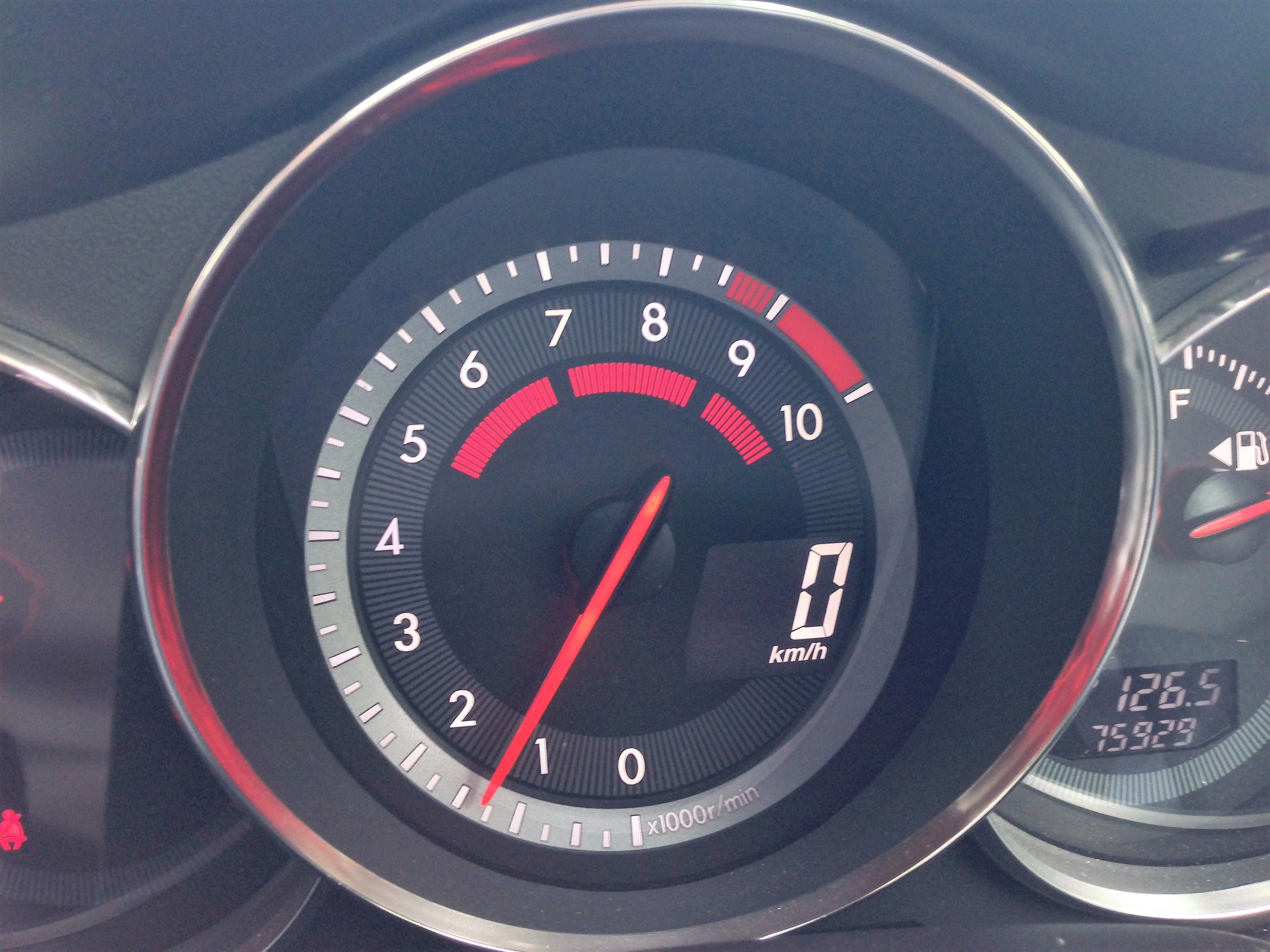
後期型のタコメーター　低水温時

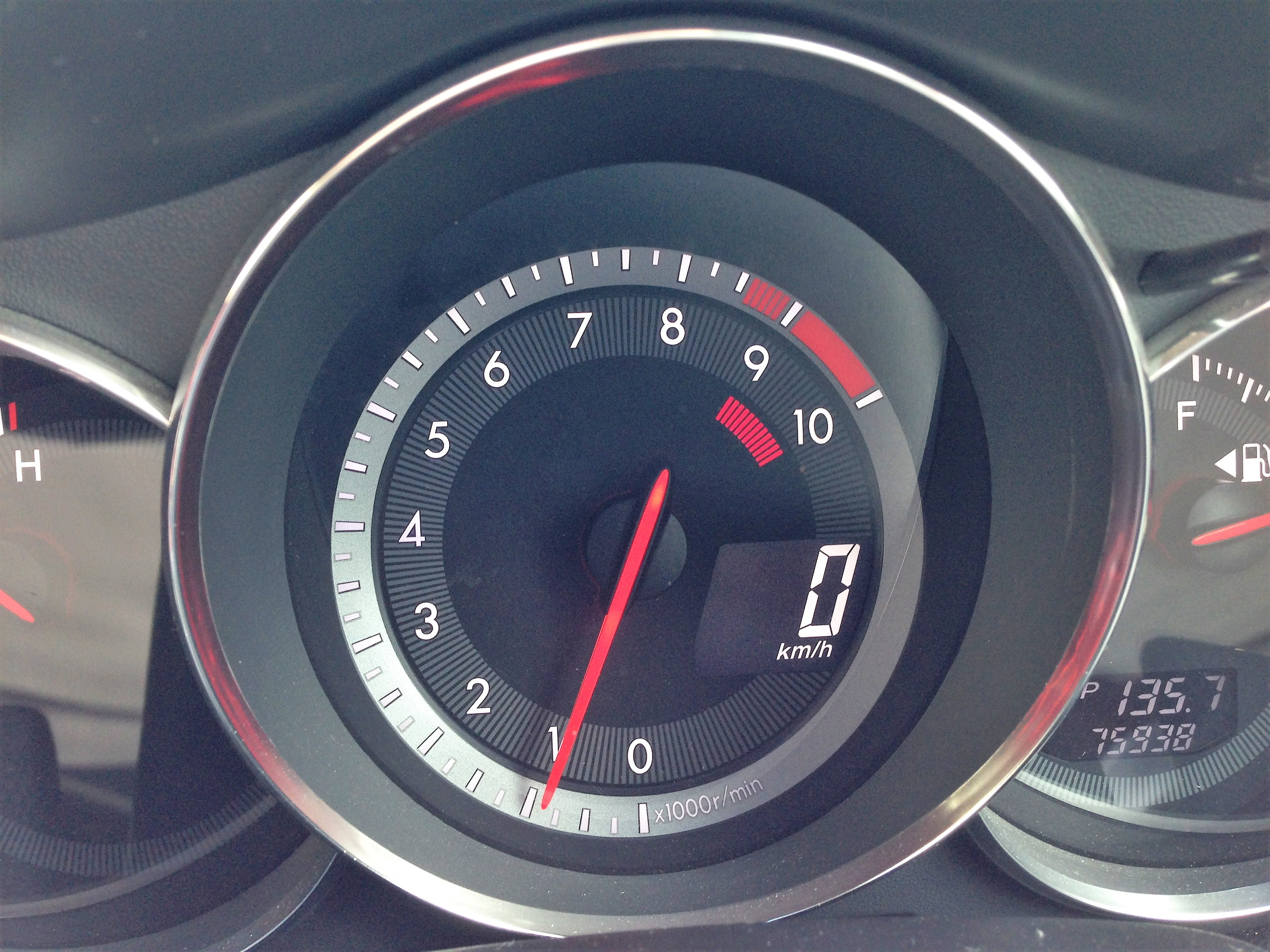
適正水温時

デジタル表示スピードメーター一体型のタコメーターには「可変レッドゾーンシステム」が採用され、水温が上昇するまでエンジン回転領域が3段階で表示されるようになった。ステアリングやセンターコンソールのデザイン変更。純正HDDナビ変更。センターコンソールに音声入力端子設置。シートもサイドサポート部分などの細かな変更が行われた。

### エンジン・駆動系
すべてのエンジンが6ポート（6PI）となり、4ポートのエンジンは廃止された。中低速トルクの向上が図られた。カタログ記載の最高出力が250PSから235PS（ハイパワーモデル）に変更された。ノックセンサーの数が増やされ（1個→2個）、燃料マップの変更により、レギュラーガソリンを使用してしまった時の対応範囲が拡大した。燃焼室へのメタリングポンプによるオイル供給も、インジェクターが2本から3本に増設され制御も機械式から電磁式に変更され、細かく制御されるようになった。真冬と冷間時の始動性も改善された。マイナーチェンジ前の日本国内販売RX-8はシングルオイルクーラーのみであったが（輸出仕様はツインオイルクーラーがあった）、マイナーチェンジによりタイプRSなどの上級グレードにツインオイルクーラーが設定された。触媒とマフラーが変更された。オイルフィルターの位置がバルクヘッド近くのエンジン上面から、エンジン下面に移動された。ウオーターポンプも変更。デフケースの冷却フィンの追加。オイルパンの形状変更。6速ミッションがアイシン製から自社製となり耐久性が向上した。カーボン製シンクロの採用。6速モデルはギヤ比も見直しも行われた。

### サスペンション・ホイール・その他
リアはサスペンションアームの取り付け位置を変更し、フロントはバルクヘッド部分にも固定部分を持つ3点支持タワーバーの採用でねじり剛性をアップした。前後ともスプリングレートを高めているほか、ブッシュとスタビライザーも変更を受けた。ホイールは17インチが標準だが、タイプSのみ18インチが装着される。電動パワーステアリングもソフトウェアのパラメータを変更し、以前より優れた操舵感を実現した。ソフトウェアは欧州と日米で異なり、欧州のものはセンターフィールを重視、日米のものはクイック感を重視という味付けの違いがある。助手席へのインパネメンバー接合強化でステアリングマウント部の剛性感を向上し、さらにドア開口部の接合強化やサスペンション取り付け部の板厚アップによって車体全体の剛性もアップした。オイルパン下部に金属製アンダーパネルを装着して整流効果を改善したほか、フロントタイヤ前部に装着されたディフレクターも大型化された。燃料タンクは容量が増大した新設計のもので、タンクのセンタートンネル部分には遮熱材が追加された。

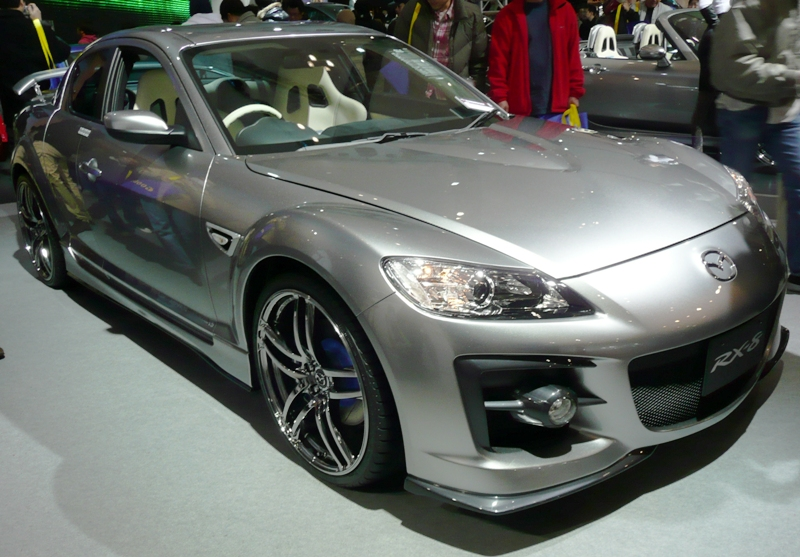
マツダスピードのエアロ装着ショーモデル
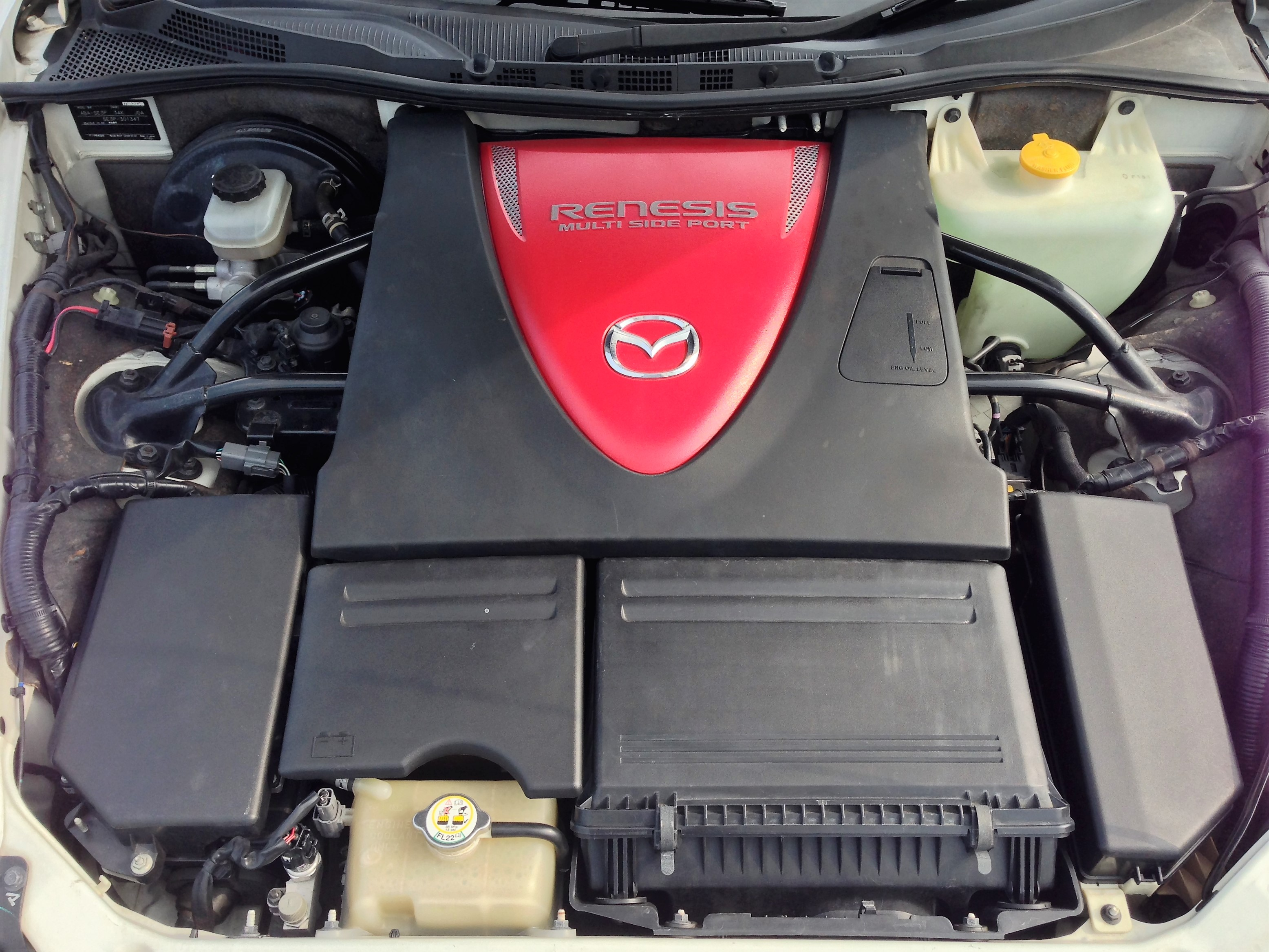
後期型のエンジンルーム。ストラットタワーバーが3点支持方式に変更になっている
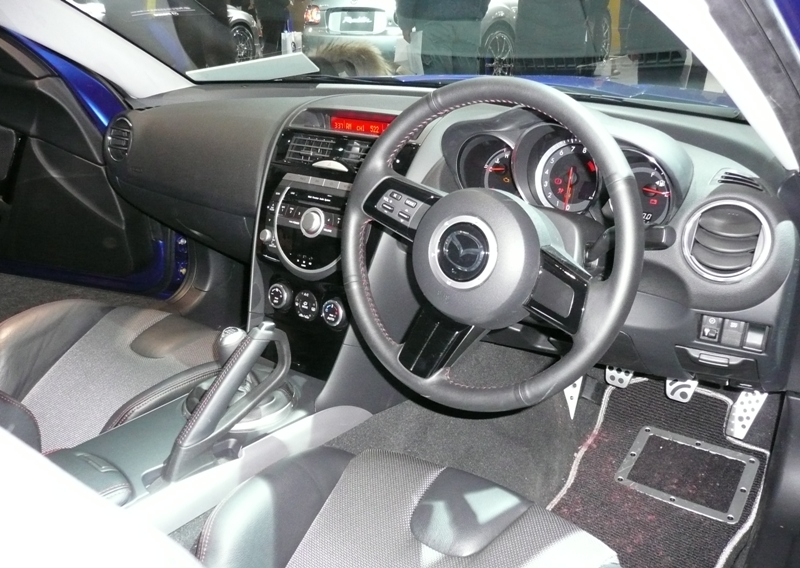
後期型の室内

## 特別仕様車『スピリットR』

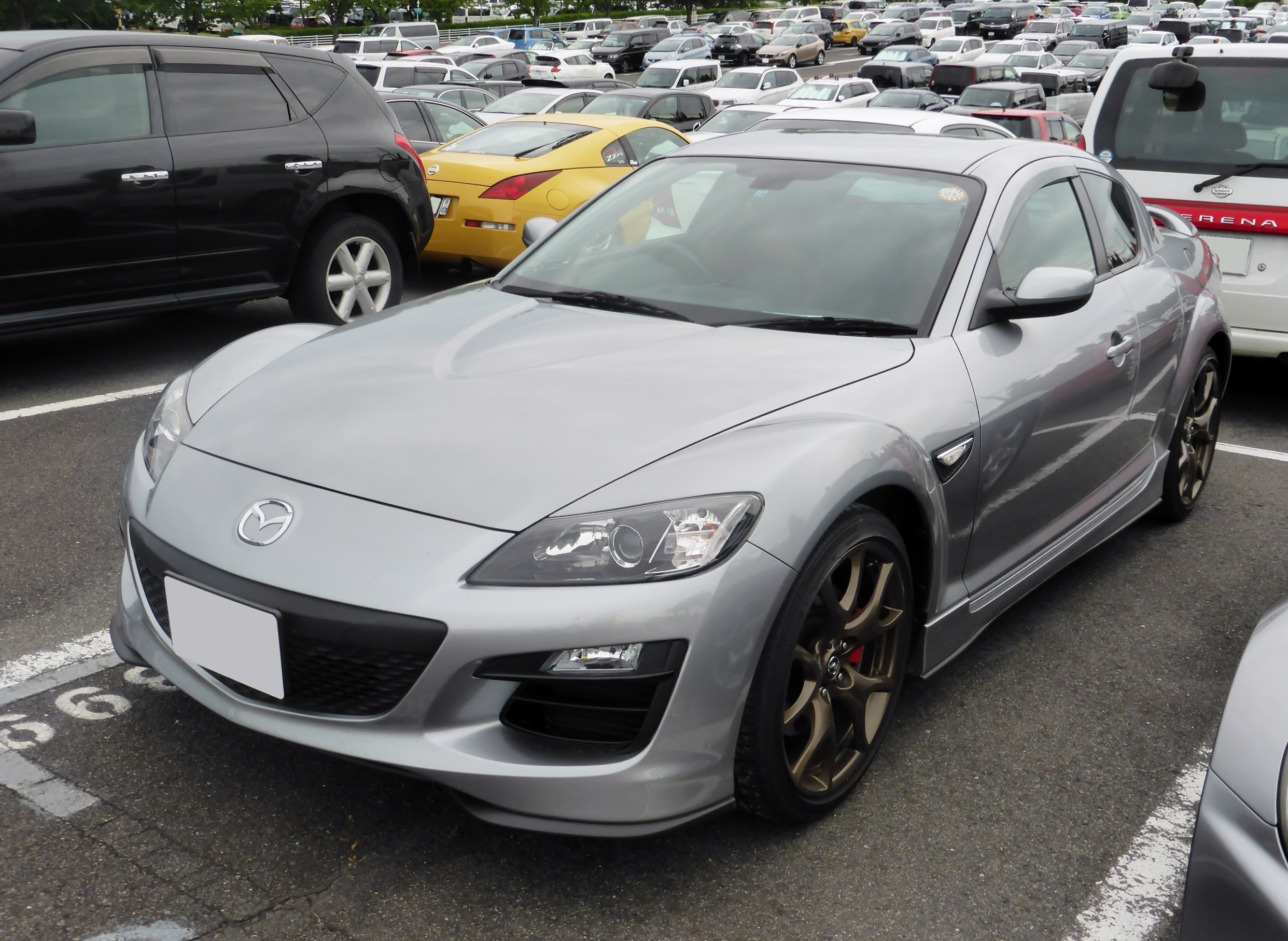
スピリットR（MT仕様）

2011年11月24日発売の限定車で2000台生産された。内外装の装飾品の取り付け、および内装品の配色の変更が行われた。駆動系やエンジン、シャシーなど走行性能に関する変更は無し。

## 水素ロータリーエンジン搭載車
水素ロータリーエンジン「HYDROGEN RE」を搭載した水素型RX-8「ハイドロジェンRE」が開発されている。ロータリーエンジンはローターハウジング内で吸気、圧縮、爆発、排気の行程が異なる場所で行われるため過早着火によるバックファイヤが起きにくく、水素燃料などのガス燃料を使用するのに適しているとされる。ただし出力が110馬力と低く、水素だけで走行できる航続距離も150kmと短いため、スイッチ一つでガソリンと水素を切り替えて使用できるバイフューエル仕様となっている。2006年、広島県・山口県・岩谷産業・出光興産に計8台を貸与して公道試験走行が行われた。2009年からはノルウェーのHyNorプロジェクトに参加、30台を納入し、広島市にも導入された。

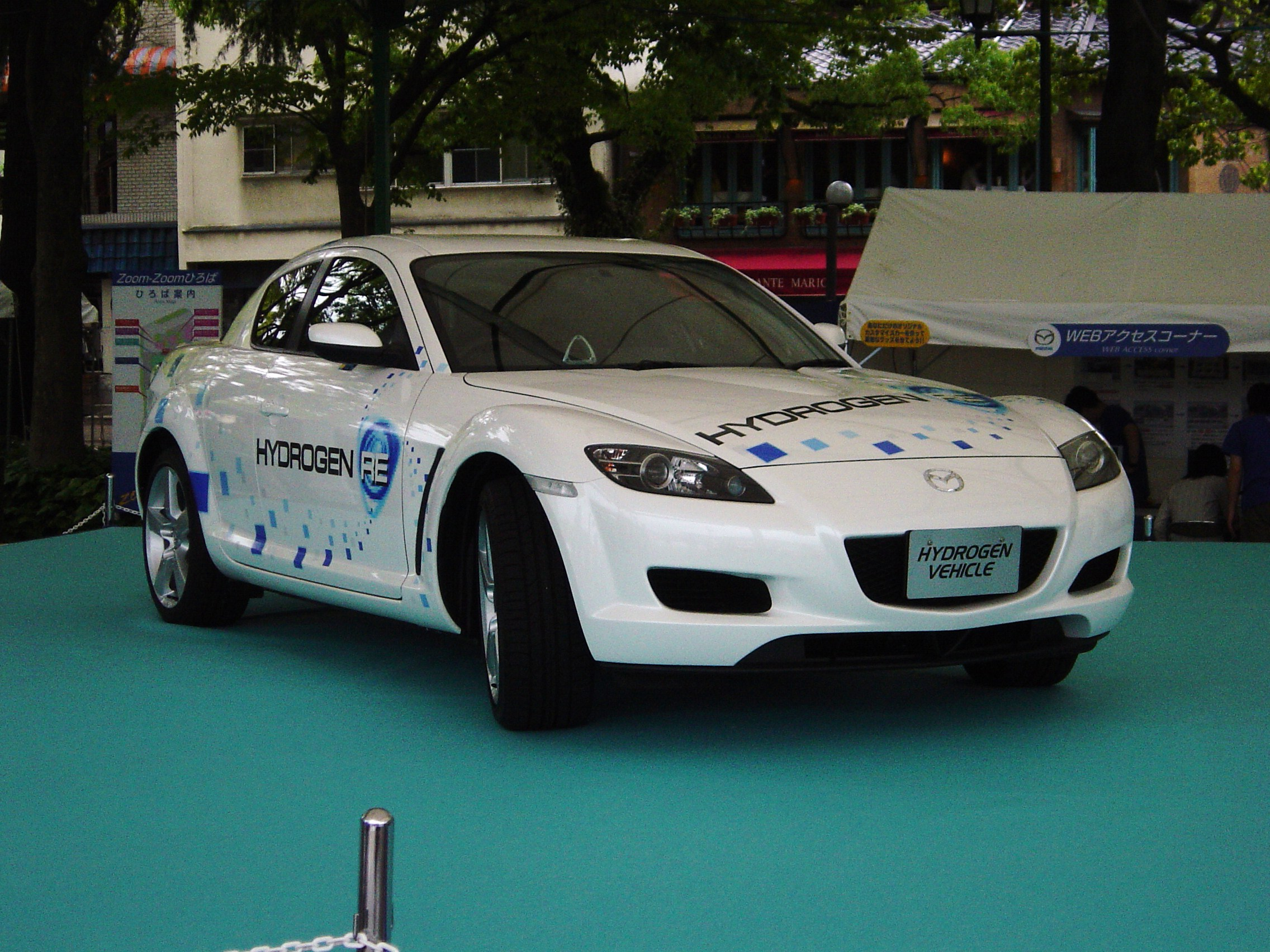
RX-8 HYDROGEN
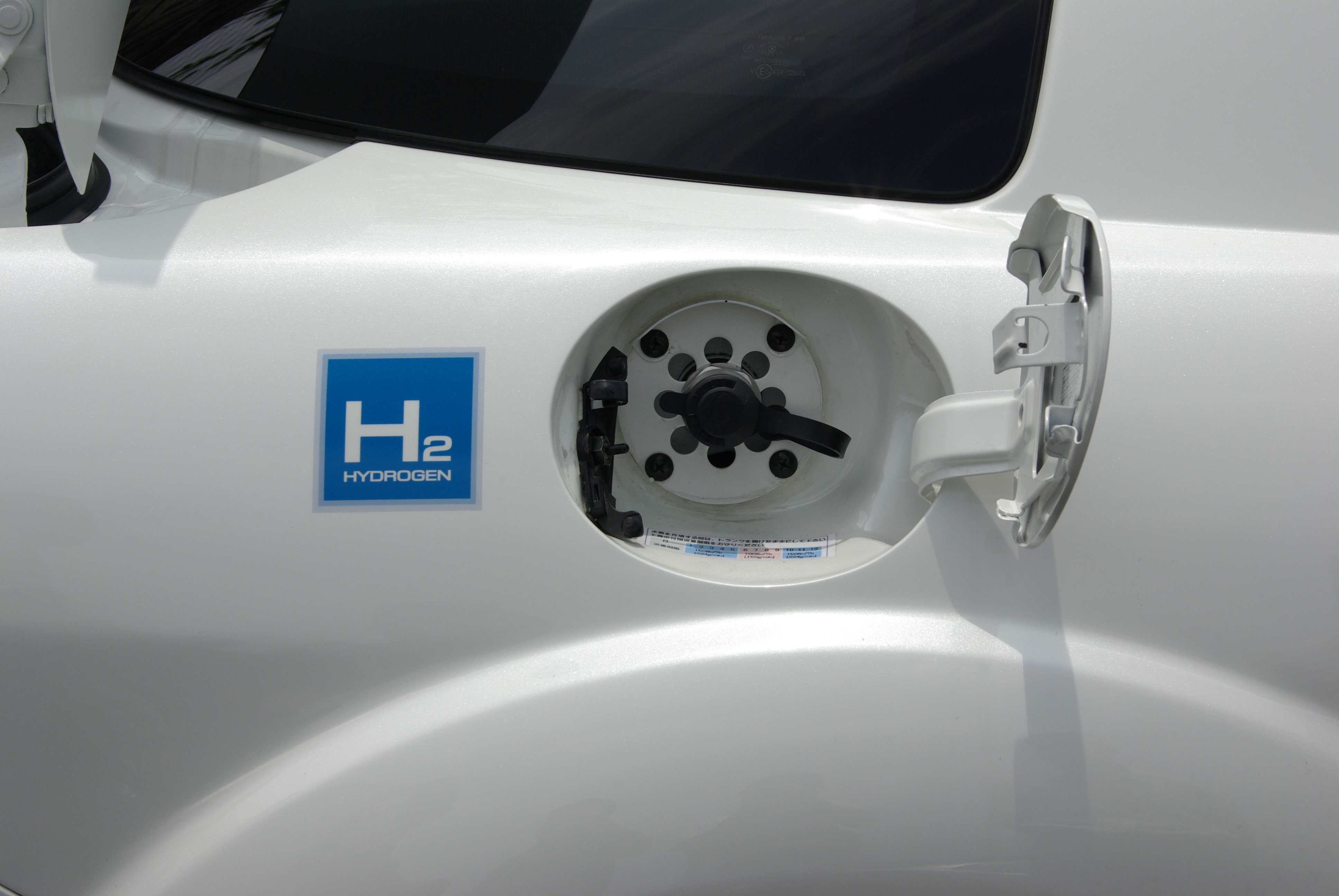
REの水素充填口

## モータースポーツ
- スーパー耐久にて、一部プライベーターチームによりレースに投入されたが燃費が悪くよい結果は残せず短期間の参戦に終わった[6]。
- マツダが、アマチュア向きに「RX-8パーティレース」というワンメイクレースを開催していた。改造範囲は限定され、専用のロールバーなども発売されていた[6]。レースの運営は、マツダではなく専業業者が行ったが、現在では終了している。
- D1グランプリにて、REエンジンを得意とするショップRE雨宮によってFD3Sのエンジンに換装されたマシンが出走している[6]。
- 2008年1月と2010年1月アメリカにおいて　デイトナ24時間レースで　3ローターNAを搭載したRX-8がクラス優勝している[6]。
- MAZDA-USAでは、20Bペリポートエンジンを搭載したRX-8が、レース用としてコンプリート販売されている[6]。
- JAF全日本ジムカーナ選手権で川北忠選手のRX-8 typeS（平成15年式）が2010年度SA1クラスにてシリーズチャンピオンを獲得している[6]。

## 初代 SE3P型 (2003年～2013年)
- 1999年10月23日 - 東京モーターショーでコンセプトカー「RX-EVOLV（エボルブ）」を出品[11]。
- 2001年
  - 1月 - 北米国際自動車ショー（デトロイトモーターショー）で「RX-8」と名付けられた車が最初に発表される。外観はRX-EVOLVの流れを引き継いでいた[12]。
  - 10月 - 第35回東京モーターショーでの発表。デトロイトショー出展時からスタイルが若干変更された[13]。
- 2003年
  - 1月7日 - 北米国際自動車ショーで市販モデル発表[14]。
  - 1月10日 - 東京オートサロンで量産型が出展。このときは右ハンドル仕様が出展された。
  - 1月29日 - エンジンの生産開始[15]。
  - 2月17日 - 宇品第1工場で生産開始[16]。
  - 4月9日 - 発表（販売開始は同年5月）[17]。
  - 12月24日 - 限定車「マツダRX-8 マツダスピードバージョン」の販売を発表（販売開始は翌年2月）[18]。
- 2004年
  - 8月20日 - 一部改良。同時に限定車「マツダRX-8マツダスピードバージョンII」を販売開始[19]。
  - 10月 - 水素ロータリー車の公道走行開始[20]。「マツダスピードバージョン」の進化モデル「マツダスピードバージョンII」を発売。
  - 11月24日 - 特別仕様車「Sport Prestige Limited」を発売[21]。
- 2005年10月 - 特別仕様車「Sport Prestige Limited II」を発売
- 2006年
  - 3月2日 - 特別仕様車「True Red style（トゥルーレッドスタイル）」を発売。
  - 通常のRX-8モデルには設定のない「トゥルーレッド」を専用ボディカラーとして採用すると同時に、ブラックレザー内装、本革パーキングブレーキ、黒革巻ステアリング、セミグロスメッキランプベゼル等を特別装備することによって、RX-8のスポーティ感を強化。
  - 8月 - 従来搭載されていた4ATを6AT化し、スムーズな加速と変速ショックの低減を実現させた。またタイプSの6MT車のみに設定されていた6つの吸気ポートをもつエンジンをAT車にも採用しパワーアップ。さらにベージュ色の本革シートを採用した「サンドベージュレザーパッケージ」を設定している。
  - 12月14日 - 限定車（特装車）「マツダRX-8 マツダスピード M’z Tune」を発売[22]。
- 2007年8月8日 - 限定車「マツダRX-8ロータリーエンジン40周年記念車」を発売[23]。
- 2008年
  - 1月 - 東京オートサロンにマツダスピードコンセプトを出品[24]。
  - 3月10日 - マイナーチェンジ。新グレード「Type RS」の追加[25]。
- 2009年5月25日 - 一部改良。
- レインセンサーワイパー（フロント）、オートライトシステム、撥水機能、アドバンスドキーレスエントリー&スタートシステムを標準装備化し、オーディオレス仕様に変更。ボディカラーは「サンライトシルバーメタリック」と「ダイアモンドグレーメタリック」、「ギャラクシーグレーマイカ」が廃止され、入れ替わりで「アルミニウムメタリック」と「メトロポリタングレーマイカ」を設定し、体系を整理。また、ベースグレードは5MTを廃止し6ATのみとした上で「Type G」に名称変更した[26]。この際、後部トランクの「MAZDA」エンブレムが省略されている。
- 2010年5月 - 欧州での排ガス規制ユーロ5に適合しなくなるため、欧州での販売終了を決定。なお、日本とアメリカでの販売は継続される[27]。
- 2010年9月- 2008年3月のマイナーチェンジで新設定された「オーロラブルーマイカ」が廃止、「ストーミーブルーマイカ」が入れ替わりで設定された。
- 2011年11月24日 - 特別仕様車『スピリットR』発売[28][29][30]。
- マツダでは「RX-8最後の特別仕様車」とアナウンス。なお、本仕様は当初販売計画の1,000台を超える受注を得たため、2012年4月26日に1,000台の追加生産を行うことを発表した[31]。
- 2012年6月22日 - 生産終了[3]。
- 2013年4月11日 - 販売終了。公式サイトからも削除された。これにより、マツダの販売ラインナップからロータリーエンジン搭載車が消滅した[補足 4]。

### 補足
1. ↑  この呼称は同社が2020年に発売したMX-30にも引き継がれている。
2. ↑  4ドア形式はマツダ独自であるが、片側のみの3ドア形式であればサターン・Sシリーズのクーペモデルや初代トヨタ・bBのオープンデッキなどに前例がある。
3. ↑  ちなみにスタンダードモデルの最高出力は、ベースグレードが210PSから215PSにパワーアップした以外は変更なし。
4. ↑  2023年、MX-30 Rotary-EVにて発電用エンジンとして復活。駆動用エンジンとしては本車が最後となっている。